# Educația în Norvegia
Educația în Norvegia este obligatorie pentru toți copiii cu vârste cuprinse între 6 și 16 ani. Școlile sunt de obicei împărțite în două divizii: școala primară și școala secundară inferioară. Majoritatea școlilor din Norvegia sunt municipale, unde guvernele locale finanțează și gestionează administrația. Școlile primare și secundare inferioare sunt disponibile gratuit pentru toți cetățenii norvegieni ca un drept dat.
După finalizarea învățământului primar și secundar inferior, elevii au dreptul să se înscrie în învățământul secundar superior, care îi pregătește pentru învățământul superior sau pentru studii profesionale.
Anul școlar în Norvegia se desfășoară de la jumătatea lunii august până la sfârșitul lunii iunie a anului următor. Vacanța de Crăciun, de la mijlocul lunii decembrie până la începutul lunii ianuarie, împarte în mod tradițional anul școlar norvegian în două semestre. În prezent, al doilea semestru începe în ianuarie.

## Istoria educației în Norvegia
Educația organizată în Norvegia datează încă din 2000 î.Hr. La scurt timp după ce Norvegia a devenit arhiepiscopie în 1153, au fost construite școli catedrale pentru a educarea preoții din Trondheim, Oslo, Bergen și Hamar.
După Reforma Norvegiei din 1537, ca urmare a unificării cu Danemarca în 1536, școlile catedralei au fost transformate în școli latine și a devenit obligatoriu pentru toate orașele-târg să aibă o astfel de școală.
În 1736, învățarea cititului a devenit obligatorie pentru toți copiii, dar nu a fost eficientă decât câțiva ani mai târziu, când au fost înființate și școli ambulatorii (omgangsskoler). În 1827, Norvegia a introdus folkeskole („școala poporului”), o școală primară care a devenit obligatorie timp de șapte ani în 1889 și nouă ani în 1969. În anii 1970 și 1980, folkeskole a fost desființată, iar grunnskole („școala de bază”) a fost introdusă.
Comitatele tradițional mai sărace, precum Finnmark și Hedmark, au cea mai mare proporție de locuitori care au absolvit doar învățământul primar obligatoriu, cu procente de până la 38%.
În conformitate cu Legea privind școlile independente din 2003, școlile private din Norvegia au devenit disponibile. Cu toate acestea, există foarte puține astfel de școli în comparație cu școlile publice norvegiene. Școlile private trebuie să se bazeze pe un curriculum utilizat și recunoscut la nivel internațional sau pe o abordare alternativă a predării – fie religioasă, fie pedagogică. Aceste școli trebuie să fie aprobate de guvern și sunt puternic subvenționate, și nu pot selecta elevii pe baza subiectivității, cum ar fi abilitățile sau inteligența.
Primele forme de educație organizată în Norvegia sunt documentate în perioada medievală, odată cu înființarea școlilor catedrale în orașe precum Trondheim, Oslo, Bergen și Hamar, începând cu secolul al XII-lea. Aceste instituții aveau ca scop pregătirea clerului și au fost influențate de tradițiile educaționale europene ale vremii.

## Educația în prezent
Sistemul școlar norvegian poate fi împărțit în trei părți: școala primară (barneskole, 6-12 ani), școala secundară inferioară (ungdomsskole, 13-16 ani) și școala secundară superioară (videregående skole, vârste 16-19). Nivelurile barneskole și ungdomsskole sunt obligatorii și sunt denumite în general grunnskole („școală de bază”).

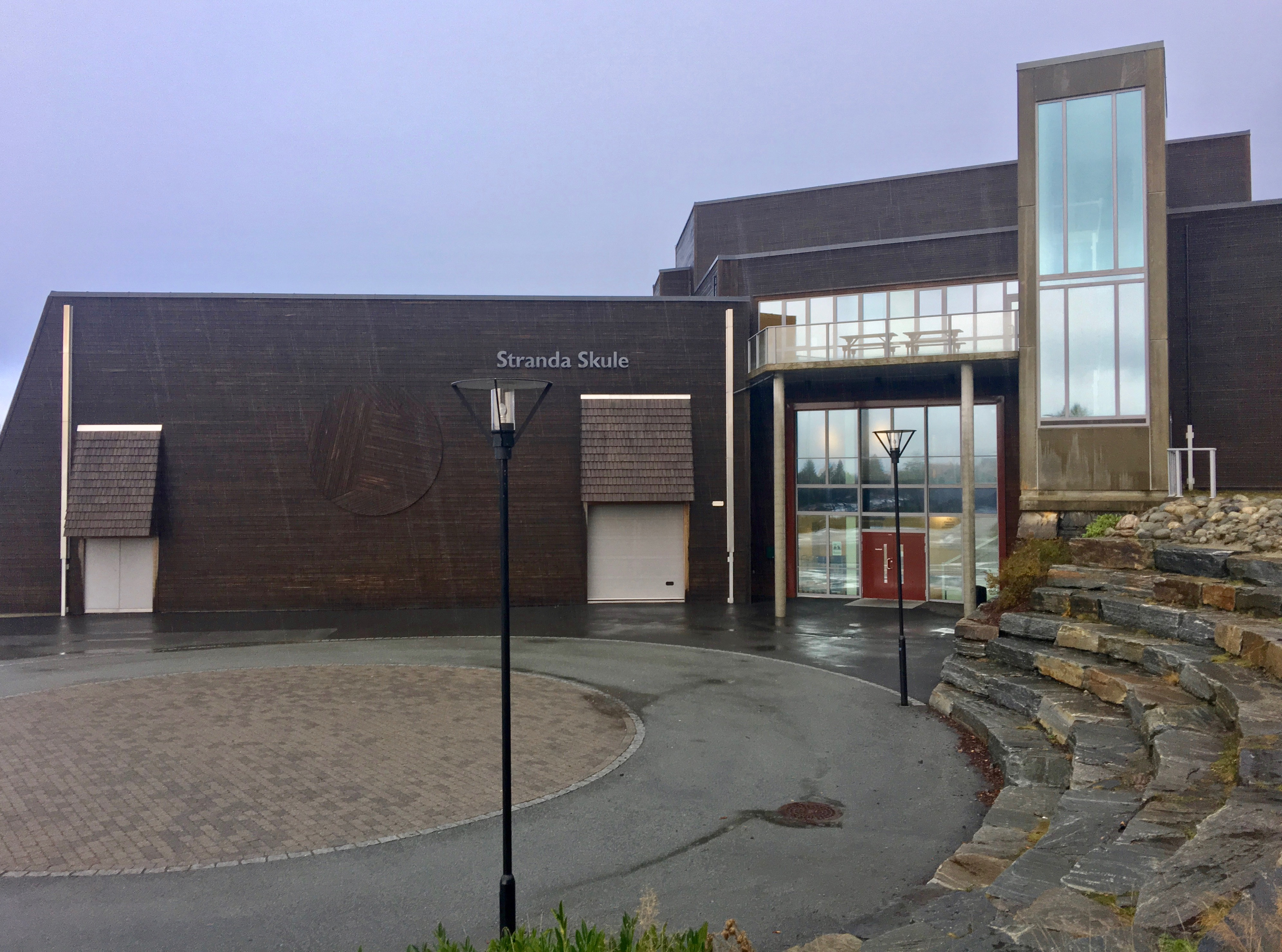
O școală primară în Norvegia

Școala primară și gimnaziul sunt obligatorii pentru toți copiii cu vârsta cuprinsă între 6 și 16 ani. Înainte de 1997, învățământul obligatoriu în Norvegia începea la vârsta de 7 ani. Elevii trebuie deseori să schimbe școala atunci când intră în învățământul secundar inferior și aproape întotdeauna trebuie să schimbe școala atunci când intră în învățământul secundar superior, deoarece multe școli oferă doar unul dintre niveluri.

### Școala primară (barneskole, clasele 1-7, vârsta 6-12)
În primul an de școală primară, elevii își petrec cea mai mare parte a timpului jucând jocuri educative și învățând structuri sociale, alfabetul, adunarea și scăderea de bază, precum și cunoștințe de bază de limba engleză. În clasele 2-7, sunt inițiați în matematică, engleză, științe, religie (concentrându-se nu numai pe creștinism, ci și pe toate celelalte religii, scopul lor și istoria lor), estetică și muzică, completate de geografie, istorie și studii sociale în clasa a cincea. Nu se dau note oficiale la acest nivel. Cu toate acestea, profesorul scrie adesea un comentariu, o analiză și, uneori, o notă neoficială pe teste. Testele trebuie să fie duse acasă și arătate părinților. Există, de asemenea, un test introductiv pentru ca profesorul să știe dacă elevul este peste medie sau are nevoie de asistență la școală.

### Școala secundară inferioră (ungdomsskole, clasele 8-10, vârsta 13-16)
Când elevii intră în școala secundară inferioară, la vârsta de 12 sau 13 ani, încep să fie notați pentru munca lor. Notele lor, împreună cu localizarea lor în țară, vor determina dacă vor fi acceptați sau nu la școala secundară superioară aleasă. Din clasa a opta, elevii pot alege o materie opțională (valgfagâ) și o limbă. Limbile tipice oferite sunt germana, franceza și spaniola, precum și studii suplimentare de engleză și norvegiană. Înainte de reforma educațională din august 2006, elevii puteau alege o materie practică opțională în locul limbilor străine. Adolescenții născuți în 1999 și mai târziu puteau alege din nou un curs opțional practic cunoscut sub numele de (arbeidslivsfag) sau studii de carieră la începerea școlii secundare inferioare, având astfel posibilitatea de a alege două cursuri opționale. Cursurile opționale variază semnificativ între școli, chiar și în aceeași municipalitate.
Un elev poate susține examenul de clasa a 10-a la o anumită materie înainte de termen, atâta timp cât i s-a acordat o scutire de la continuarea studiilor în cadrul programei școlare primare/gimnaziale la materia respectivă.
În 2009, elevii norvegieni în vârstă de 15 ani au obținut rezultate mai bune în cadrul Programului OCDE pentru evaluarea internațională a elevilor decât alte țări scandinave, înregistrând îmbunătățiri semnificative din 2006. Cu toate acestea, la matematică, s-a estimat că primii 10% au rămas cu trei ani în urma elevilor cu cele mai bune rezultate din Shanghai.

### Școala secundară superioară (videregående skole, clasele VG1–VG3, vârsta 16–19)
Învățământul secundar din Norvegia se bazează în principal pe școli publice: În 2007, 93% dintre elevii din învățământul secundar superior frecventau școlile publice. Până în 2005, legislația norvegiană considera școlile secundare private ilegale, cu excepția cazului în care ofereau o „alternativă religioasă sau pedagogică”, astfel încât singurele școli private existente erau școlile religioase (creștine), Steiner/Waldorf, Montessori și Danielsen⁠(no)[traduceți]. Primele școli secundare superioare private „standard” s-au deschis în toamna anului 2005. Videregående este echivalentul liceului.
Începând cu 2017, absolvirea videregående skole a fost de 73%.
Înainte de 1994, existau trei ramuri ale învățământului secundar superior: generală (limbă, istorie etc.), comercială (contabilitate etc.) și profesională (electronică, tâmplărie etc.). Reforma liceului din 1994 („Reforma 94”) a fuzionat aceste ramuri într-un singur sistem. Printre obiectivele reformei se numără faptul că toți elevii ar trebui să aibă o anumită cantitate de studii generale suficient de mare pentru a-i face eligibili pentru învățământul superior ulterior, ceea ce înseamnă mai multă teorie în studiile vocaționale, și că ar trebui să fie posibilă trecerea de la o cale de învățământ la alta fără a pierde prea multe credite. În vechiul sistem, doi ani de tâmplărie ar fi pierduți dacă cineva ar dori să treacă la studii generale, dar în noul sistem s-ar putea păstra creditele pentru cel puțin jumătate din ei.
De la introducerea reformei Kunnskapsløftet („promisiunea cunoștințelor” sau „ridicarea cunoștințelor”, cuvântul løfte având două sensuri) în toamna anului 2006, un student poate aplica pentru o cale de studii generale (studieforberedelse) sau pentru o cale de studii profesionale (yrkesfag). În cadrul acestor căi principale, există multe căi secundare de urmat. O școală secundară superioară oferă, de obicei, programe de studii generale și profesionale. Studiile profesionale urmează, de obicei, o structură tipică denumită „modelul 2+2”: după doi ani de formare școlară (cu ateliere și un stagiu scurt în industrie), elevul face o ucenicie de doi ani într-o întreprindere sau într-o instituție publică. Ucenicia este împărțită în un an de formare și un an de muncă practică. Cu toate acestea, unele programe de învățământ profesional sunt integral școlare, iar altele includ trei ani de ucenicie în loc de doi.
Noua reformă face obligatorie integrarea tehnologiei informației în sistemul de învățământ, iar multe județe (responsabile de liceele publice) oferă laptopuri gratuit sau contra unei sume modice elevilor de studii generale. Kunnskapsløftet îngreunează, de asemenea, trecerea de la cursurile opționale care sunt luate în al doilea și al treilea an în cadrul filierei de studii generale.
Elevii care termină liceul se numesc russ⁠(d) în norvegiană. Ei sărbătoresc adesea cu petreceri și festivități, care au loc cu câteva săptămâni înainte de examenele finale din ultimul an.

## Educatori din școlile norvegiene
Titlurile educatorilor din școlile norvegiene variază în funcție de diplomele pe care le au.
- Învățător preșcolar (førskolelærer sau barnehagelærer): Acești profesori sunt angajați în special în grădinițe și în primele patru clase ale școlii primare. Pentru a deveni profesor preșcolar în Norvegia, este necesară o diplomă de licență de la un colegiu universitar.
- Profesor adjunct (adjunktî): Acești profesori lucrează în principal între clasele a V-a și a X-a din învățământul secundar inferior, dar unii sunt angajați și în licee, de obicei la discipline minore. Pentru a deveni profesor adjunct este necesară o diplomă de licență într-o anumită materie, obținută la o universitate sau la un colegiu universitar. Mulți adjuncți au studiat alte cursuri la un nivel inferior, pe care le predau ca materie secundară (un profesor de matematică poate să fi studiat fizica la un nivel inferior, dar predă ambele materii). În plus, este necesar un curs de un an în pedagogie.
- Conferențiar (lektor): Conferențiarii lucrează în școlile secundare superioare și în licee, din clasa a 8-a până în al treilea an de liceu. Conferențiarii au o diplomă de master de la o universitate, împreună cu un curs de pedagogie. Conferențiarii au, de obicei, o abordare mai academică a predării decât alți profesori.[18]

## Învățământ superior
Învățământul superior este tot ceea ce depășește învățământul secundar superior și durează în mod normal trei ani sau mai mult. Pentru a fi acceptat la majoritatea școlilor de învățământ superior, un student trebuie să fi obținut un certificat general de admitere la universitate (generell studiekompetanse). Acest lucru poate fi obținut prin studii generale în timpul școlii secundare superioare sau prin legea 23/5, conform căreia o persoană trebuie să aibă peste 23 de ani, să aibă cinci ani de experiență școlară și profesională combinată și să fi promovat examene la limba norvegiană, matematică, științe naturale, engleză și studii sociale. Unele diplome necesită, de asemenea, cursuri opționale speciale în clasa a doua și a treia (de exemplu, matematică și fizică pentru studii de inginerie.) Majoritatea instituțiilor de învățământ superior sunt administrate de stat și își asumă responsabilitatea pentru propria instruire, cercetare și diseminare a cunoștințelor. Agenția Norvegiană pentru Asigurarea Calității în Educație (NOKUT), o agenție independentă din punct de vedere profesional din cadrul Ministerului Educației și Cercetării, asigură calitatea învățământului superior din Norvegia.

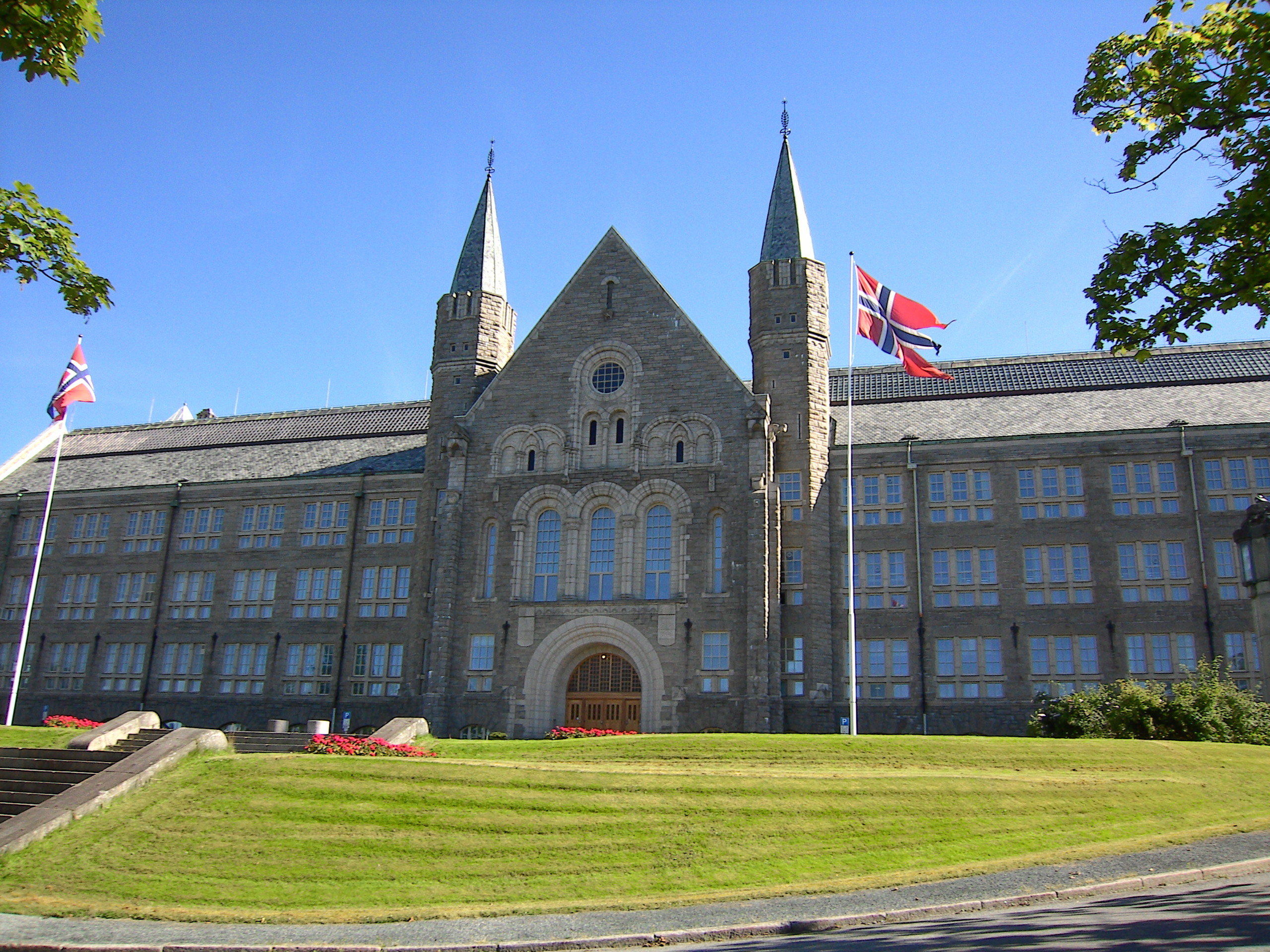
Clădirea principală a Universității norvegiene de știință și tehnologie din Trondheim.

În cazul în care există mai mulți candidați decât studenți admiși, candidații sunt clasificați în funcție de notele lor de la liceu. Pentru a avea acces la studii care necesită de obicei o medie generală ridicată, cum ar fi medicina, dreptul și ingineria, mulți studenți își reiau examenele din ciclul superior al liceului pentru a-și îmbunătăți notele.
Învățământul superior este împărțit în general în:
- Universitățile, care se concentrează pe subiecte teoretice (arte, științe umaniste, științe naturale), oferă titluri de licență (trei ani), master (cinci ani) și doctorat (opt ani). Universitățile organizează, de asemenea, o serie de studii profesionale, inclusiv drept, medicină, stomatologie, farmacie și psihologie. Cu toate acestea, acestea sunt, în general, departamente separate care au prea puțin de-a face cu restul instituției universitare. Universitățile își pot oferi propriile programe de studii la orice nivel, fără acreditare externă.
- Colegiile universitare (høgskole), care oferă o gamă largă de opțiuni educaționale, inclusiv diplome universitare la nivel de licență, masterat și doctorat, diplome de inginerie și vocații profesionale precum profesor și asistent medical. Colegiile universitare sunt obligate să obțină acreditarea din partea NOKUT pentru programele de studii la nivel de masterat și doctorat.[19] Sistemul de notare este același ca în cazul universităților.
- Școlile private, care tind să se specializeze în materii populare cu capacitate limitată în școlile publice, cum ar fi managementul afacerilor, marketingul sau artele plastice. Școlile private nu sunt comune, deși fracțiunea de elevi care frecventează școli private este de 10% în învățământul superior, comparativ cu 4% în învățământul secundar și 1,5% în învățământul primar.

Nu există o distincție formală între învățământul superior profesional și cel neprofesional.

### Cronologia învățământului superior norvegian
Înainte de secolul al XIX-lea, principala sursă de învățământ superior pentru norvegieni era Universitatea din Copenhaga.
- 1750: Academia Militară Norvegiană este înființată ca „Școală Matematică Liberă”, având ca obiect formarea ofițerilor și discipline tehnice precum topografie, desen, fortificații și matematică.
- 1757: „Seminarul minier” este înființat la Kongsberg pentru a forma ingineri pentru minele Kongsberg. Această educație a fost mutată la Universitatea Regală Frederik din Christiania (Oslo) în 1814 (la trei ani după înființarea acestei universități).
- 1811: Universitatea din Oslo este înființată ca Universitas Regia Fredericiana, după modelul Universității din Berlin („Modelul Humboldt”).
- 1859: Universitatea Norvegiană de Științe ale Vieții este înființată ca școală agricolă la Ås, Akershus
- 1910: Institutul Norvegian de Tehnologie este înființat la Trondheim.
- 1936: Școala Norvegiană de Economie⁠(d) este înființată la Bergen.
- 1943: Școala Norvegiană de Afaceri (BI) este înființată ca școală comercială.
- 1946: Este înființată Universitatea din Bergen.
- 1961: Este înființată Școala de Arhitectură și Design din Oslo.
- 1972: Este înființată Universitatea din Tromsø.
- 2005: Colegiul Universitar Stavanger primește statutul de universitate, devenind astfel Universitatea din Stavanger.
- 2007: Colegiul Universitar Agder (înființat în 1994) primește statutul de universitate, devenind astfel Universitatea din Agder.
- 2011: Colegiul Universitar Bodø devine Universitatea din Nordland, a opta universitate din Norvegia.
- 2014: Colegiul universitar Telemark, Colegiul universitar Buskerud și Colegiul universitar Vestfold fuzionează pentru a forma Colegiul universitar din sud-estul Norvegiei
- 2018: Colegiul universitar din sud-estul Norvegiei obține statutul de universitate, devenind Universitatea din sud-estul Norvegiei

## Educație specială
Prima instituție de învățământ pe scară largă din Norvegia pentru persoanele cu dizabilități intelectuale a fost înființată în 1898 de educatoarea Emma Hjorth⁠(d). Începând cu anii 1970, guvernul a legiferat politica conform căreia toți copiii ar trebui să fie educați în școlile locale. De atunci, educația specială a avut loc mai ales în școlile obișnuite.  Necesitatea educației speciale în școală depinde de abilitățile și capacitățile individuale ale elevului. Elevii care nu reușesc să obțină rezultate de învățare din stilul tipic de predare au dreptul la educație specială.
În învățământul special, Serviciul educațional/psihologic menține specialiști de înaltă calificare, psihologi educaționali, asistenți sociali și profesori de grădiniță, jucând rolul de plasă de siguranță în societate. Serviciul educațional/psihologic vizitează școala, oferă elevilor ajutor atunci când este necesar și îi asistă pe membrii familiilor acestora. În plus față de sistemul societății, educatorii speciali joacă un rol semnificativ, în special în ceea ce privește conținutul instrucțiunilor lor.
În conformitate cu Legea privind universitățile și colegiile, universitățile și colegiile universitare trebuie să își asume responsabilitatea pentru mediul de învățare al studenților. Instituțiile trebuie să creeze un mediu de învățare incluziv și flexibil care să reprezinte un design universal.

## Notare
Norvegia are mai multe sisteme de notare diferite, atât unice, cât și bazate pe sisteme de notare străine. Fostul sistem de notare cel mai frecvent utilizat la nivel universitar se baza pe o scară de la 1,0 (cea mai slabă) la 6,0 (cea mai bună), 4,0 sau mai mult fiind considerate note de trecere.
Modul în care a fost introdus noul sistem Bologna implică faptul că studenții care și-au început studiile în timp ce vechiul sistem era încă în vigoare vor absolvi cu dosare care conțin note din ambele sisteme (adică atât cifre, cât și litere).
Nivelurile inferioare de învățământ utilizează o scară de la 1 la 6, 6 fiind cea mai mare notă de trecere, iar 2 cea mai mică. Pentru testele non-finale și evaluările intermediare, notele sunt adesea postfixate cu + sau - (cu excepția 6+ și 1-) și, de asemenea, se utilizează frecvent note precum 5/6 sau 4/3, care indică note la limită. Cu toate acestea, notele pe care le primesc studenții pe diploma finală sunt fie 1, 2, 3, 4, 5 sau 6.

## Examene
La sfârșitul carierei lor școlare, elevii din ciclul secundar superior aspiră să obțină o diplomă. Aceasta este obținută de cei care au promovat toate materiile și enumeră notele care „se bazează pe determinarea de către profesori a notelor generale de realizare ale propriilor elevi”. Pe lângă aceste note atribuite de profesori, diplomele elevilor pot conține una sau mai multe note de examen. O minoritate de studenți vor fi aleși la întâmplare pentru a susține un examen, un concept numit trekkfag în norvegiană. Cuvântul fag înseamnă „subiect”, în timp ce verbul å trekke poate fi tradus ca „a extrage, a alege”, așa cum s-ar descrie alegerea unei cărți dintr-un pachet. Traducerea din dicționar a cuvântului trekkfag este dată ca o descriere a conceptului: „subiecte pentru care studenții pot fi aleși să susțină un examen".

## Programul academic

### Anul universitar în Norvegia
În școlile din Norvegia, există două semestre. Noul an universitar începe la mijlocul lunii august. Primul semestru începe în august și se încheie în decembrie. Al doilea semestru începe în ianuarie și se încheie în iunie.

### Pauze
În școala din Norvegia, există mai multe vacanțe lungi. De exemplu, după ce anul universitar se încheie în iunie, elevii din Norvegia au vacanță de vară, care durează opt săptămâni de la mijlocul lunii iunie până la mijlocul lunii august. Ei au, de asemenea, vacanțe de Crăciun după ce primul semestru se încheie în decembrie până când începe al doilea semestru în ianuarie. În plus, în ultima săptămână din octombrie, elevii din școlile primare, secundare inferioare și secundare superioare au vacanță de toamnă, cu o altă vacanță de o săptămână (vacanța de iarnă) la mijlocul lunii februarie. Elevii de la universități sau colegii universitare nu au de obicei pauze de toamnă și de iarnă.

### Sărbători naționale
În Norvegia, există treisprezece sărbători naționale în care elevii sunt liberi de la școală. La mijlocul lunii aprilie, există patru zile de vacanță de Paște. Norvegia sărbătorește Ziua Internațională a Muncii pe 1 mai și Ziua Constituției pe 17 mai. În plus, Norvegia sărbătorește și Ziua Înălțării Domnului în luna mai, data exactă depinzând de fiecare an. La zece zile după Ziua Înălțării, țara sărbătorește Rusaliile, iar a doua zi Lunea Rusaliilor. Elevii nu trebuie să meargă la școală în aceste sărbători naționale. Cu toate acestea, unele dintre sărbători sunt incluse în vacanța prelungită. De exemplu, ziua de Anul Nou și Crăciunul sunt sărbători naționale în Norvegia, dar elevii au vacanță de Crăciun în acea perioadă.